# قطعنامه ۶۰۱ شورای امنیت
قطعنامه ۶۰۱ شورای امنیت سازمان ملل متحد که در تاریخ ۳۰ اکتبر ۱۹۸۷ تصویب شد، سندی بین‌المللی دربارهٔ نامیبیا است. این قطعنامه طی نشست ۲۷۵۹ام با ۱۴ موافق، ۰ مخالف و ۱ ممتنع تصویب شد.